# Jørn Krab
Jørn Krab (* 3. Dezember 1945 in Haderslev) ist ein ehemaliger dänischer Ruderer.

## Werdegang
Jørn Krab nahm zusammen mit Harry Jørgensen und seinem jüngeren Bruder Preben, der als Steuermann fungierte, an den Olympischen Sommerspielen 1968 in Mexiko-Stadt teil. In der Zweier mit Steuermann-Regatta gewann das Trio die Bronzemedaille.